# Молодіжна збірна Шотландії з футболу
Молодіжна збірна Шотландії з футболу (англ. Scotland national under-21 football team) — національна футбольна збірна Шотландії, у складі якої можуть виступати шотландські футболісти у віці 21 року та молодше. Багато гравців з молодіжної збірної Шотландії згодом виступають за основну збірну країни.

## Виступи начемпіонатах Європи
| Рік  | Результат                 | І  | В | Н | П | МЗ | МП |
| ---- | ------------------------- | -- | - | - | - | -- | -- |
| 1976 | Чвертьфінал (до 23 років) | 6  | 5 | 0 | 1 | 13 | 4  |
| 1978 | Не пройшла кваліфікацію   | 4  | 2 | 1 | 1 | 5  | 4  |
| 1980 | Чвертьфінал               | 7  | 3 | 3 | 1 | 14 | 7  |
| 1982 | Півфінал                  | 8  | 3 | 3 | 2 | 9  | 6  |
| 1984 | Чвертьфінал               | 8  | 5 | 2 | 1 | 14 | 10 |
| 1986 | Не пройшла кваліфікацію   | 4  | 1 | 1 | 2 | 1  | 4  |
| 1988 | Чвертьфінал               | 6  | 3 | 1 | 2 | 7  | 4  |
| 1990 | Не пройшла кваліфікацію   | 6  | 1 | 1 | 4 | 7  | 13 |
| 1992 | Півфінал                  | 10 | 6 | 2 | 2 | 18 | 10 |
| 1994 | Не пройшла кваліфікацію   | 8  | 2 | 2 | 4 | 8  | 11 |
| 1996 | 4 місце                   | 12 | 8 | 0 | 4 | 21 | 10 |
| 1998 | Не пройшла кваліфікацію   | 10 | 2 | 1 | 7 | 10 | 20 |
| 2000 | Не пройшла кваліфікацію   | 10 | 4 | 2 | 4 | 18 | 12 |
| 2002 | Не пройшла кваліфікацію   | 6  | 2 | 2 | 2 | 6  | 6  |
| 2004 | Не пройшла кваліфікацію   | 8  | 5 | 1 | 2 | 11 | 8  |
| 2006 | Не пройшла кваліфікацію   | 10 | 1 | 3 | 6 | 6  | 17 |
| 2007 | Не пройшла кваліфікацію   | 2  | 0 | 0 | 2 | 1  | 4  |
| 2009 | Не пройшла кваліфікацію   | 8  | 5 | 1 | 2 | 17 | 6  |
| 2011 | Не пройшла кваліфікацію   | 10 | 5 | 2 | 3 | 18 | 11 |
| 2013 | Не пройшла кваліфікацію   | 8  | 3 | 4 | 1 | 16 | 9  |
| 2015 | Не пройшла кваліфікацію   | 8  | 3 | 2 | 3 | 12 | 15 |
| 2017 | Не пройшла кваліфікацію   | 10 | 2 | 2 | 6 | 8  | 17 |
| 2019 | Не пройшла кваліфікацію   | 10 | 4 | 2 | 4 | 13 | 13 |
| 2021 | Не пройшла кваліфікацію   | 10 | 5 | 3 | 2 | 16 | 5  |
| 2023 | Не пройшла кваліфікацію   | 8  | 1 | 4 | 3 | 6  | 10 |
| 2025 | Не пройшла кваліфікацію   | 10 | 5 | 1 | 4 | 19 | 11 |